# Мицубиши Ka.14
Мицубиши Ka.14 (јап. Mitsubishi Ka.14) је једноседи јапански ловачки авион који је производила фирма Мицубиши (јап. Mitsubishi). Први лет авиона је извршен 1935. године. 

Овај авион је израђен у неколико прототипова који су временом усавршени у морнарички ловац Мицубиши А5М.
Највећа брзина у хоризонталном лету је износила 440 km/h. Размах крила је био 11,00 метара а дужина 7,67 метара. Био је наоружан са два предња митраљеза калибра 7,7 милиметара.

## Наоружање
| Наоружање авиона: Мицубиши     |     |
| Ватрено (стрељачко) наоружање  |     |
| Топ                            |     |
| Митраљез                       |     |
| Број и ознака митраљеза        | 2   |
| Калибар                        | 7,7 |
| Бомбардерско наоружање (бомбе) |     |
| Ракетно наоружање (ракете)     |     |